# رالکورپ
رالکورپ (انگلیسی: Ralcorp) شرکت صنایع غذایی آمریکایی است، که در سال ۱۹۹۴ تأسیس شد.